# Lucien Radoux
Lucien Radoux, né le 18 juillet 1921 à Bruxelles et mort le 24 décembre 1985, est un homme politique belge.
Membre du Parti socialiste, il est député européen de 1962 à 1965, puis sans interruption de 1968 à 1984. De 1971 à 1976, il est vice-président du Groupe socialiste européen. En 1979, il fait partie des élus de la 1e législature.